# Granica Wolnego Miasta Krakowa z Królestwem Prus

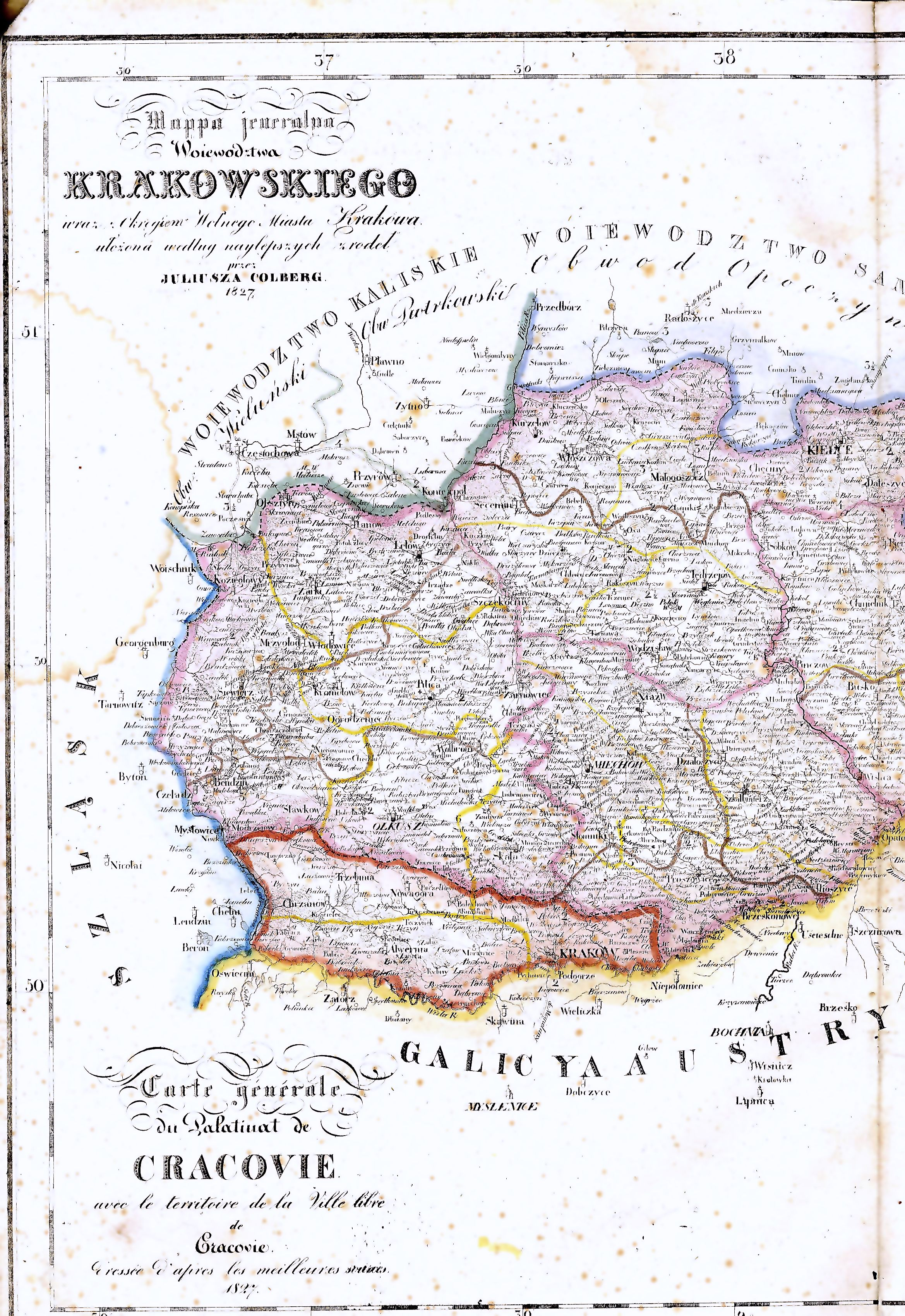
Mapa z zaznaczonymi granicami Wolnego Miasta Krakowa. Zachodnią granicę z Królestwem Prus wyznaczała rzeka Przemsza

Granica Wolnego Miasta Krakowa z Królestwem Prus – dawna granica państwowa między Wolnym Miastem Kraków a Królestwem Prus. Istniała w okresie istnienia Wolnego Miasta Krakowa, w latach 1815–1846. Granicę na całej jej długości stanowiła rzeka Przemsza.
Granica istniała od momentu powstania Wolnego Miasta Krakowa 18 października 1815 roku, do czasu jego likwidacji i włączenia do Cesarstwa Austriackiego 16 listopada 1846 roku.
Granicę na całej jej długości stanowiła rzeka Przemsza. Granica rozpoczynała się u zbiegu Białej i Czarnej Przemszy (początek Przemszy), gdzie stykały się granice Wolnego Miasta Krakowa, Królestwa Prus i Królestwa Polskiego (Imperium Rosyjskiego); miejsce to po włączeniu obszaru Wolnego Miasta Krakowa do Cesarstwa Austriackiego zyskało miano Trójkąta Trzech Cesarzy. Kończyła się ona natomiast u ujścia Przemszy do Wisły, gdzie stykały się granice Wolnego Miasta Krakowa, Królestwa Prus i Cesarstwa Austriackiego.